# Jesse & Joy

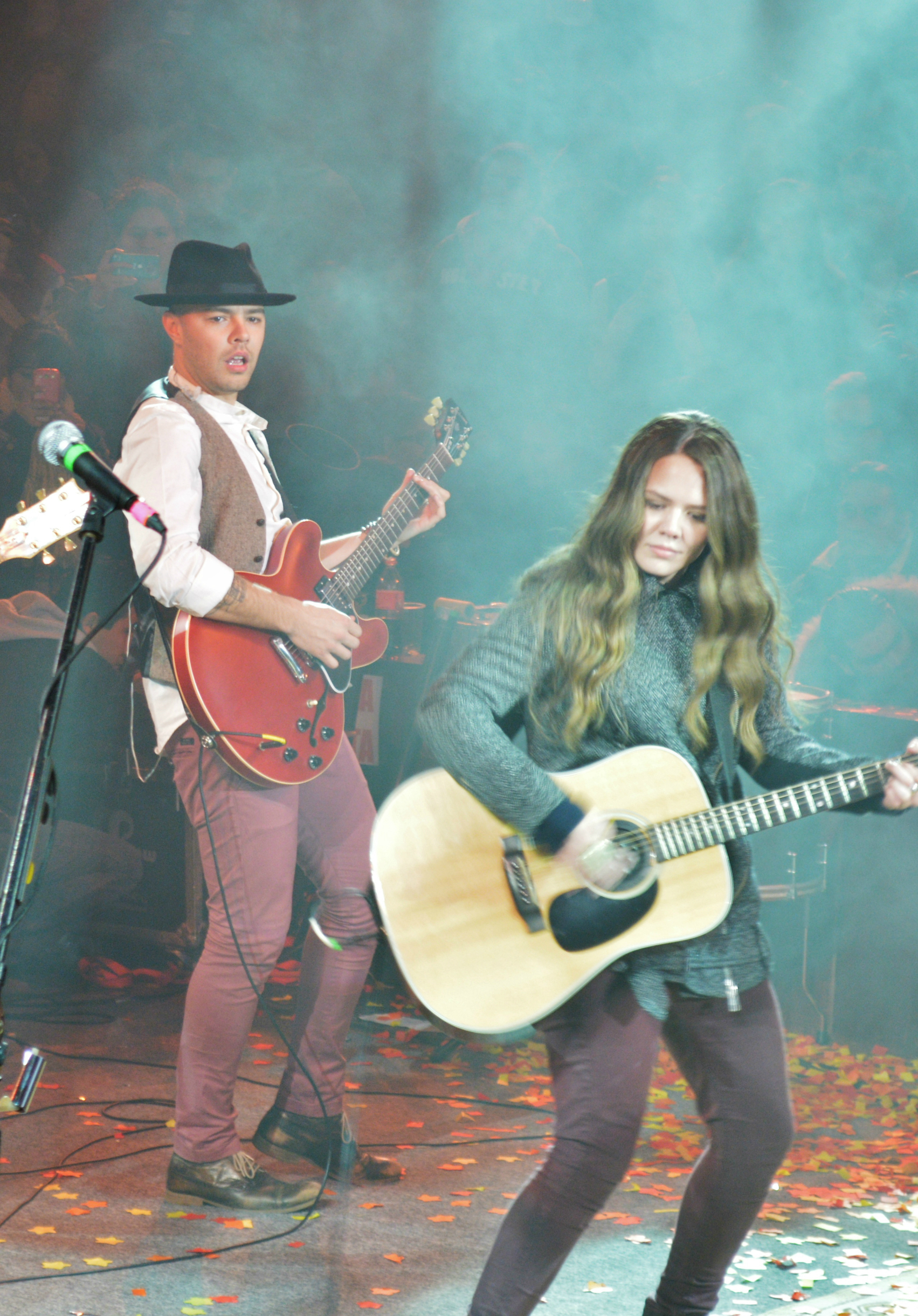
Jesse & Joy tijdens een optreden in Santiago de Querétaro

Jesse & Joy is een Mexicaans muzikaal duo, gevormd door Jesse Eduardo Huerta Uecke en zijn zus Tirzah Joy. Het duo is professionneel begonnen in 2005 en braken internationaal door in 2006. Ze genieten voornamelijk grote bekendheid in Latijns-Amerika, maar ook daarbuiten. Op dit moment is het duo reeds bekroond met 5 Latin Grammy Awards.

## Biografie
Als kind ontdekten broer en zus Jesse en Joy hun talent voor muziek 's zondags in een evangelische kerk waar ze muziekinstrumenten tot hun beschikking hadden. In 2001 besluiten ze hun muzikale carrière serieus te nemen en beginnen met componeren en opnemen van hun liedjes. Eén van de eerste liedjes is Llegaste tú, dat later een internationaal succes zou kennen. Via-via bereikt één van hun opnames Warner Music Mexico. Zonder zelf te weten met wie ze te maken hebben, worden ze in 2004 uitgenodigd op het kantoor van het bedrijf en krijgen een contract aangeboden. Er gaat echter een jaar voorbij voordat de overeenkomst getekend wordt. Die tijd gebruiken ze om beter bekend te raken met de Mexicaanse muziekwereld. 

### Está es mi vida
In april 2005 tekenen ze het contract en in december van dat jaar verschijnen ze voor het eerst publiek op radio en televisie, dan nog als onbekenden, als slotact van een belangrijk mediaspectakel, de teleton, aan de zijde van het bekende duo Sin Bandera, met het liedje Espacio Sideral. Het liedje haalt het tot nummer twee op de Mexicaanse hitlijst en maakt onderdeel uit van het album Ésta es mi vida dat in 2006 uitkomt. Dat album wint in 2007 de Latin Grammy Award voor beste beginnende artiest. Behalve hun eigen liedjes, schrijven ze ook voor andere Latijns-Amerikaanse artiesten. 

### Electricidad
Hun volgende album, Electricidad, komt uit in 2009 en bereikt de derde plaats op de Latin Pop Albums-lijst van het Amerikaanse tijdschrift Billboard. Een aantal nummers van het album wordt als single uitgebracht en elk van hen heeft succes in geheel Zuid-Amerika. 

### ¿Con quién se queda el perro?
In december 2011 komt het album ¿Con quién se queda el perro? uit, dat binnen 24 uur een gouden plaat haalt. Het nummer Me voy van dat album is dan al een paar maanden een internationaal succes. Het album wordt opgenomen in Londen. Het duo werkt daar samen met een aantal internationaal gerenommeerde producers, geluidstechnici en componisten. Het nummer ¡Corre! van dit album is de meest succesvolle single van het duo tot nu toe, en wint onder anderen meerdere Latin Grammy Awards. In februari 2014 nemen ze, naast artiesten als Ana Gabriel, Ricky Martin en Laura Pausini deel aan wat door de meesten als het belangrijkste muziekfestival van Latijns-Amerika wordt gezien, het internationaal songfestival van Viña del Mar en onder staand applaus van het publiek winnen ze er alle prijzen.
Het duo werkt meerdere malen samen met de Puerto Ricaanse artiest Tommy Torres en neemt in 2013 twee nummers op met de Spaanse zanger Pablo Alborán.

## Discografie

### Albums
- Ésta es mi vida (2006)
- Esto es lo que soy (2008, E.P.)
- Electricidad (2009)
- ¿Con quién se queda el perro? (2011)
- Soltando al perro (2013, live)

### Singles
- Espacio sideral
- Ya no quiero
- Volveré
- Llegaste tú
- Somos lo que fue, met Noel Schajris
- Esto es lo que soy
- Electricidad
- Adiós
- Chocolate
- Si te vas
- Me voy
- ¡Corre!
- La de la mala suerte
- ¿Con quién se queda el perro?
- Llorar met Mario Domm
- Me quiero enamorar
- Mi tesoro

- Gemeinsame Normdatei: 1060498480
- International Standard Name Identifier: 0000 0000 9500 7213
- Library of Congress Control Number: no2008046929
- MusicBrainz: 64b85e52-08db-4995-a6e3-d2a6acc5a058
- Virtual International Authority File: 139940517